# День після судного
«День після судного» (англ. The Day After Judgment) — фентезійний роман американського письменника Джеймса Бліша, опублікований видавництвом Doubleday у 1971 році. Сиквел роману «Чорна Пасха» (1968): у 1990 році вони були перевидані в одній книзі під назвою «День Диявола».

## Сюжет
«Чорна Пасха» і «День після судного» були написані з припущенням, що ритуальна магія для повеління демонами, як це описано в гримуарах, насправді працює.
У першій книзі багатий виробник озброєння звертається до чорного мага Терона Вайра з дивним проханням: він хоче звільнити всіх демонів з Пекла на Землю на одну ніч, щоб побачити, що може статися. Книга містить тривалу характеристику ритуалу виклику та детальний опис гротескних демонів, як вони з'являються. Напруга між Вайром і католицькими білими магами виникає над положеннями і умовами завіту, який передбачає спостерігачів та обмеження втручання в демонічні процеси. «Чорна Пасха» закінчується словами Бафомета, який повідомляє усім сторонам, що демонів неможливо змусити повернутися в Пекло: війна закінчилася, і Бог помер.
«День після судного» розвиває сюжет першої книги з використанням тих же персонажів. Висувається припущення, що Бог не може бути мертвим, або що демони не можуть самі по собі здійснювати руйнування, оскільки щось, схоже, стримує дії демонів на Землі. У довгій промові Мілтон наприкінці роману Сатана Мекратриг пояснює, що в порівнянні з людьми демони хороші, і якщо, припустити, що Бог відркіся від Свого єства, тоді Сатана, окрім усіх інших, був здатний би зайняти Його місце і, якщо щось подібне станеться, був би більш справедливим богом.
Було висловлено думку, що Бліш запозичив ім'я свого чорного мага з головного персонажа роману Гарольда Фредерика «Прокляття Тарона Вайра» (1896).
Події роману закінчуються в битві людей проти демонів у долині Смерті, яка таємничим чином закінчується, після чого це надприродне місце зникає й залишає героїв у «сучасному місті Бадвотер».